# Cèsar Borja
Cèsar Borja (Roma, 13 de setembre del 1475 - Viana, 12 de març de 1507) fou un noble, cardenal i condottiero renaixentista italià.

## Biografia

### Primers anys
Fill del cardenal Roderic de Borja i de Vannozza Cattanei. S'educa a Roma. Des dels set anys acumula beneficis i dignitats eclesiàstiques: el 1482 és protonotari apostòlic, canonge de València i ardiaca de Xàtiva, el 1491 bisbe de Pamplona; hereta beneficis ocupats pel seu pare, com ara l'abadia comendatària de la Valldigna, al regne de València. Té com a preceptors el mallorquí Esperandéu Espanyol, poeta en llatí, i el futur cardenal Joan Vera. Estudia dret a Perusa i Pisa. En ser elegit papa Alexandre VI, Cèsar esdevé arquebisbe de València (1492) i és nomenat cardenal-diaca del títol de Santa Maria Nuova el 1493; arran d'aquest fet, Alexandre expedeix una butlla en la qual reconeix la seva paternitat.
Un dels aspectes pels quals Cèsar Borja destaca, entre d'altres, és per haver estat un clar inspirador de Maquiavel.

### De cardenal a duc Valentinus
És al costat del papa quan els francesos entren a Itàlia el 1494, i ja hi comença a desenvolupar alguna missió diplomàtica. Viatja com a legat a Nàpols per a la investidura de Frederic III. Després de l'assassinat del seu germà Joan el juny de 1497, del qual alguns rumors l'acusaran mesos després, renuncia al capel (1498); de fet, se sol afirmar que, encara que havia estat destinat a l'Església, es decantava per seguir una carrera laica, per a la qual en principi el seu pare havia preparat Joan i el seu germanastre Pere Lluís. D'aquesta època són les negociacions per casar-lo amb una princesa napolitana, que no reïxen per l'oposició dels reis de Nàpols i de Castella-Aragó o, com també s'ha afirmat, del papa.
De Joan hereta la capitania general dels exèrcits pontificis, que mantindrà fins després de la mort d'Alexandre. Un cop Lluís XII puja al tron de França (1498), Cèsar inicia una campanya d'aproximació a aquesta Corona que culmina en un viatge a la cort francesa en què es clou el casament amb Carlota d'Albret, germana del rei de Navarra, Joan III; a canvi, Cèsar porta al rei la butlla d'anul·lació del seu matrimoni amb Joana de Valois, que li permet contraure noces amb Anna de Bretanya i annexionar-se els territoris d'aquesta. Entre altres títols, el rei de França concedeix a Cèsar el comtat, després ducat, de Valentinès, de manera que l'antic cardinalis valentinus esdevé dux valentinus. S'ha dit que és per influència de Cèsar i els seus interessos a França que el papa es decantarà finalment a favor del rei Lluís en els afers de política italiana i especialment del regne de Nàpols, amb la qual cosa s'allunyava de Castella-Aragó i abandonava la dinastia napolitana a la seva sort.

### Campanyes militars
Cèsar acompanya, com a capità, els exèrcits francesos en la seva nova incursió a Itàlia, i l'octubre de 1499 entra a Milà en companyia del rei de França. Entre 1499 i 1500 té lloc la primera campanya de la Romanya prenent Imola i Forli a Caterina Sforza, feudatària de la santa seu, amb l'acusació d'haver trencat les condicions del pacte de vassallatge que les uneix amb aquesta; l'empresa és organitzada militarment per Cèsar —tot i que està sota les ordres dels generals francesos—, amb tropes del rei Lluís XII de França i fons pontificis. L'eficàcia militar de Cèsar i els seus exèrcits esdevé llegendària, així com els noms dels seus oficials i lloctinents: Ramiro de Lorca, Miquel Corella (Michelotto), etc.
En una carta-informe de Pandolfo Collenuccio al duc Hèrcules de Ferrara, sobre l'entrada de les tropes de Cèsar a Pesaro (1500), s'afirma d'aquest que "cerca grandezza e fama". En el rerefons de la campanya hi ha la voluntat del papa de crear un estat per al seu fill a la Romanya, encara que també s'ha acusat Cèsar de servir els interessos de França: a la documentació consta com a lloctinent del rei Lluís XII de França. La campanya té episodis famosos com la presa del castell de Forlì i de Caterina Sforza, i culmina en l'entrada triomfal de Cèsar a Roma el febrer de 1500. Rep el títol de duc de la Romanya. Les incursions a aquesta regió continuen els anys 1500-1502, i amenacen la Toscana: la signoria florentina envia Maquiavel com a ambaixador davant el duc; els seus informes, i sobretot els comentaris que en farà a Il principe, assenten bona part de la imatge de Cèsar per als segles posteriors.
El duc alterna les campanyes militars amb estades a Roma, des d'on reorganitza l'administració de la Romanya, governada a través de lloctinents i on intenta implantar mesures fiscals i monetàries centralitzadores. El pagament de les tropes i els desacords amb França sobre la política a seguir amb Florència i Bolonya, però, l'enemisten amb una part dels condottieri de l'exèrcit, que es revolten en contra seu. La teòrica reconciliació entre Cèsar i els seus capitans desemboca en l'anomenat bellissimo inganno de Sinigaglia (l'expressió és de Paolo Giovio), pel qual Cèsar empresona i fa matar en aquesta localitat els capitostos de la rebel·lió el desembre de 1502, després d'acusar-los de preparar un atemptat contra ell; en el fons hi ha la voluntat d'acabar amb el poder dels capitans i d'unificar un exèrcit fort sota el seu comandament. Quan a Itàlia és evident l'avanç de les tropes i de la diplomàcia castellano-aragonesa enfront de la francesa, Cèsar referma el pacte amb França, tot i els dubtes d'Alexandre VI, en desacord amb el seu fill en la qüestió de Nàpols. Pel tractat de Granada (1500), França i Espanya s'havien repartit aquest regne; Lluís XII entra a la capital, el rei Frederic abdica i amb això desapareix la branca napolitana de la dinastia aragonesa, objectiu final del rei Ferran, que aconseguirà finalment reunir l'herència dispersa del Magnànim.

### Declivi i mort
La mort d'Alexandre l'estiu de 1503 suposa l'inici del declivi de la carrera de Cèsar, que en bona part es nodria de les arques pontificals. Malalt ell mateix, aconsegueix influir en el conclave perquè es nomeni un papa neutral, Pius III Piccolomini, que morirà poques setmanes després. El seu successor, el bel·licós Juli II della Rovere, l'antic enemic d'Alexandre, no renova la capitania general de Cèsar i decideix annexionar la Romanya directament al patrimoni de l'Església. Tot i que algunes ciutats de la regió es declaren a favor del duc, aquest es rendeix al papa i lliura les contrasenyes de les fortaleses el desembre de 1503; fet presoner a Roma, és una basa en les negociacions amb França, Castella-Aragó o les repúbliques italianes. Aconsegueix arribar a Nàpols, gràcies a servidors de l'entorn borgià com els cardenals Remolins i Pere Lluís de Borja, però resulta una presència incòmoda per al papa i el rei Ferran, tant a Nàpols com a la Romanya.
Arrestat pel Gran Capità (1504), és enviat a la península Ibèrica: arriba a València, i d'aquí passa com a presoner als castells de Chinchilla i la Mota (Medina del Campo), on torna a ser moneda de canvi en els afers de política internacional del rei Ferran i el seu gendre Felip el Bell, que el considera presoner seu. Aprofitant l'enrenou de la mort de Felip el 1506, s'escapa de la presó i viatja cap a Navarra; el desembre és a Pamplona. La seva fugida i les aventures posteriors són conegudes a Itàlia i difoses, entre d'altres, per cartes de la seva germana Lucrècia. S'adreça infructuosament a Lluís XII per reclamar el que se li deu de salari i poder formar un exèrcit per recuperar les possessions de la Romanya. Es posa al servei del seu cunyat, el rei consort Joan (Albret), per a posar fi a les bandositats navarreses; en la lluita contra la facció dels beaumontesos, favorables al Catòlic, mor en una escaramussa militar a Viana, el març de 1507, actuant com a capità general de les tropes del rei. Deixava una filla de Carlota d'Albret, Lluïsa, i alguns fills il·legítims, dels quals va tenir cura la seva germana Lucrècia.